# Fernando Daniel Martínez (Leichtathlet)
Fernando Daniel Martínez (* 30. Mai 1993) ist ein mexikanischer Leichtathlet, der im Mittel- und Langstreckenlauf an den Start geht. 2019 siegte er über 5000 Meter bei den Panamerikanischen Spielen in Lima.

## Sportliche Laufbahn
Erste internationale Erfahrungen sammelte Fernando Daniel Martínez im Jahr 2017, als sie bei der Sommer-Universiade in Taipeh in 3:47,18 min den neunten Platz im 1500-Meter-Lauf belegte und über 5000 Meter mit 14:52,65 min im Vorlauf ausschied. Im Jahr darauf siegte er in 3:56,57 min über 1500 Meter bei den Zentralamerika- und Karibikspielen in Barranquilla und belegte in 14:28,29 min den fünften Platz im 5000-Meter-Lauf. 2019 siegte er in 13:53,87 min über 5000 Meter bei den Panamerikanischen Spielen in Lima und gelangte mit 3:45,13 min auf Rang sieben über 1500 Meter. 2022 schied er bei den Hallenweltmeisterschaften in Belgrad mit 8:15,58 min in der Vorrunde im 3000-Meter-Lauf aus und im Jahr darauf siegte er in 3:43,47 min über 1500 Meter bei den Zentralamerika- und Karibikspielen in San Salvador und kam dort über 5000 Meter nicht ins Ziel. Im November gelangte er bei den Panamerikanischen Spielen in Santiago de Chile mit 3:41,77 min auf den neunten Platz über 1500 Meter und wurde über 5000 Meter disqualifiziert. 2024 belegte er bei den Ibero-Amerikanischen Meisterschaften in Cuiabá in 3:48,80 min den achten Platz über 1500 Meter und kam über 5000 Meter nicht ins Ziel.
In den Jahren 2016, 2018 und 2019 sowie 2021 und 2023 wurde Martínez mexikanischer Meister im 1500-Meter-Lauf sowie 2018, 2019 und 2023 auch über 5000 Meter.

## Persönliche Bestleistungen
- 1500 Meter: 3:39,26 min, 18. Mai 2017 in Los Angeles
- Meile: 3:57,92 min, 13. April 2018 in Santa Barbara
  - Meile (Halle): 4:14,92 min, 2. Februar 2019 in Albuquerque
  - 3000 Meter (Halle): 7:44,31 min, 15. Februar 2020 in Boston (mexikanischer Rekord)
- 5000 Meter: 13:30,71 min, 16. April 2021 in Azusa
  - 5000 Meter (Halle): 13:45,40 min, 11. Februar 2023 in Boston